# Zwart dropkussen
De zwart dropkussen (Amaurochaete atra) is een slijmzwam behorend tot de fammilie Amaurochaetaceae. Het leeft saprotroof op naaldhout. Het komt voor in naaldbos en gemengd bos.

## Kenmerken
Jonge exemplaren zien eruit als roze glanzende bulten van een halve centimeter dik met een drietal centimeter diameter. Volgroeide exemplaren zien er uit als zwarte bulten van dezelfde grootte en hebben een licht hobbelig oppervlak. Cortex dun en broos, zwart maar met fijne witte aderen die een onregelmatig reticulum vormen en in grote stukken uit elkaar vallen.
Het plasmodium is aanvankelijk roomwit, later roze en uiteindelijk zwart. Hypothallus is dun, bruin, glanzend. De sporen zijn in bulk donkerzwart.

## Verspreiding
In Nederland komt het zwart dropkussen vrij zeldzaam voor.